# Wilkins (chanteur)
Pour les articles homonymes, voir Wilkins.
Germán Wilkins Vélez Ramírez, dit Wilkins, né le 10 mars 1953 à Mayagüez, est un auteur-compositeur-interprète portoricain. Il est notamment connu pour ses succès tels que Margarita de 1987 et Sopa de caracol sorti en 1991.
Il a effectué des tournées sur les cinq continents, se produisant dans plus de 30 pays avec ses concerts, ses films et plus de 45 enregistrements réalisés dans différentes parties du monde, dans différentes langues et différents dialectes. Il est aussi connu sous le surnom « El Divino Rockmántico », depuis que l'écrivaine Ana Lydia Vega (es) a décrit dans un essai littéraire le style qui caractérise Wilkins ; style qu'il a créé avec ses mouvements, sa force d'interprétation et l'aspect théâtral qui le caractérise, réalisant la « divine romance entre le rock et la ballade ». Il a reçu les plus importantes reconnaissances de l'industrie et des autorités dans différentes parties du monde, avec 23 disques d'or et 11 disques de platine à son actif.

## Biographie

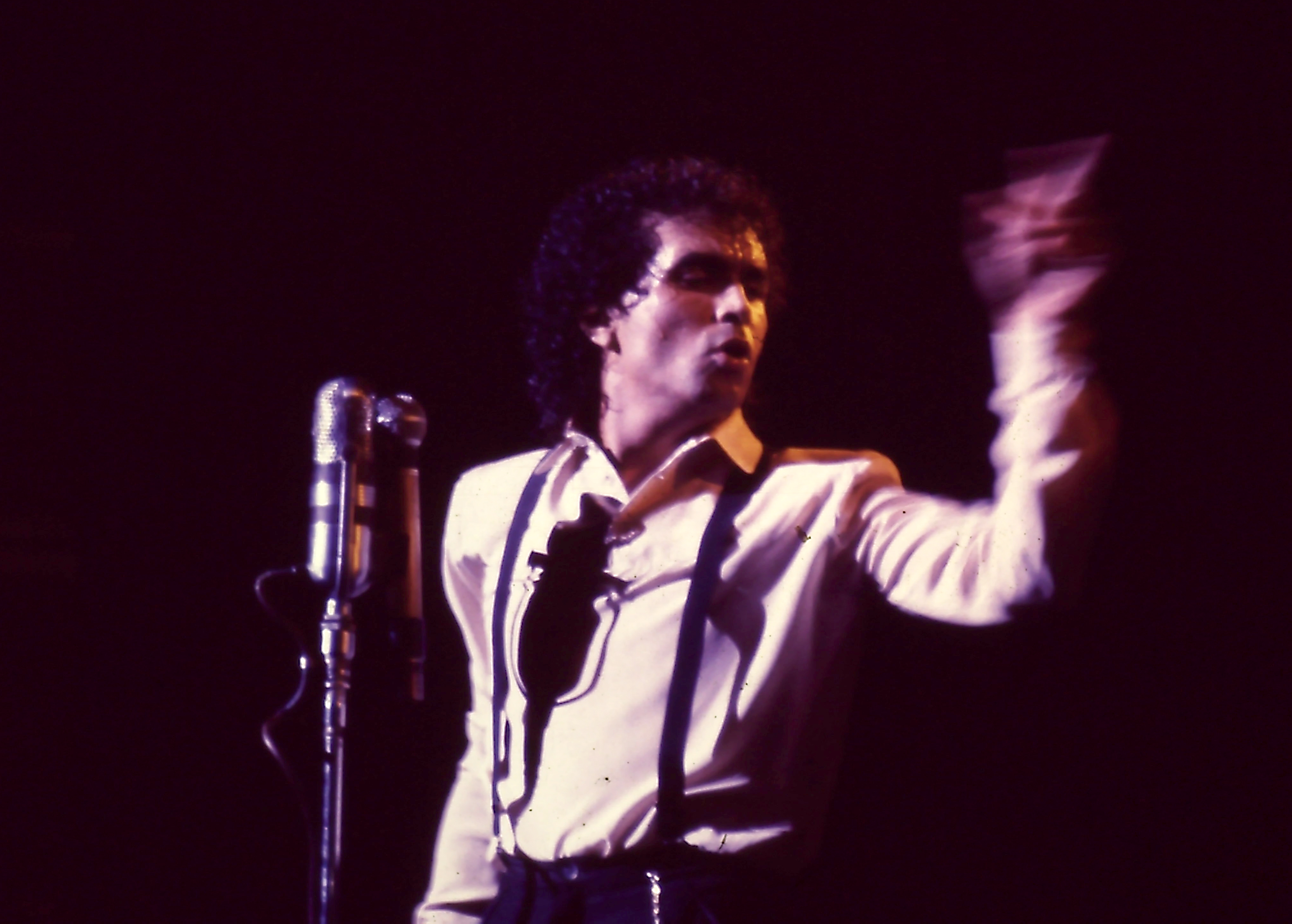
Wilkins en 1983 au théâtre de l'Université de Porto Rico.

## Discographie
Albums studio
- 1970 : Por primera vez...
- 1972 : Wilkins
- 1974 : Por tu rumbo
- 1975 : Wilkins
- 1976 : Wilkins
- 1977 : No se puede morir por dentro
- 1977 : Amarse un poco
- 1979 : Con mi música para otro lado
- 1980 : Respiraré
- 1981 : Una buena canción de amor
- 1982 : Aventura
- 1984 : La historia se repite
- 1985 : Todo sabe a ti
- 1987 : Paraíso perdido
- 1989 : L.A-Wilkins-N.Y
- 1991 : Sereno
- 1992 : Panggayo
- 1993 : El fuego sagrado
- 1995 : El amor es más fuerte
- 1998 : Rompamos el hielo
- 2021 : Obra maestra

Albums en public
- 1983 : Completamente vivo
- 1991 : Todo ritmo...En vivo en Bellas Artes